# Gator
 (février 2013).
Si vous disposez d'ouvrages ou d'articles de référence ou si vous connaissez des sites web de qualité traitant du thème abordé ici, merci de compléter l'article en donnant les références utiles à sa vérifiabilité et en les liant à la section « Notes et références ».
Gator Claria est un logiciel nuisible, diffuseur de spywares, ces derniers enregistrent les liens des sites web visités afin de les stocker dans la base de données de Gator, de façon à cibler les pages web publicitaires diffusées chez l'internaute (souvent sous forme de fenêtres intruses) correspondant à des offres similaires ou concurrentes...

## Caractéristiques
Sa présence est invisible dans la liste des programmes actifs, la barre des tâches et le système.
Il fonctionne en arrière-plan et se connecte à Internet sans votre autorisation.
Il diffuse des pages web publicitaires en arrière-plan ou en premier plan.

## Élimination
Il peut y avoir dans certains cas la possibilité de le désinstaller via Ajout / Suppression de programmes. Sinon l'utilisation d'un antispyware s'avère obligatoire, mais ne suffit généralement pas (les spywares ressemblent de plus en plus à des rootkits).

## Exemples d'utilisation de Gator
KaZaA (logiciel de p2p) cachait ce spyware en son sein. Une version "Lite" du logiciel fut alors créée, exempte du logiciel malveillant.